# Poslední Mohykán
Poslední Mohykán (The Last of the Mohicans) je nejslavnější román amerického spisovatele Jamese Fenimora Coopera z roku 1826. Jde o druhý díl románové pentalogie Příběhy Kožené punčochy (Leatherstocking Tales), kam ještě patří romány Lovec jelenů (1841, The Deerslayer), Stopař (1840, The Pathfinder), Průkopníci (1823, The Pioneers) a Prérie (1827, The Prairie) a ve které je vylíčen život zálesáka Nathaniela Bumppa a jeho přítele, indiánského náčelníka kmene Mohykánů Čingačgúka neboli Velkého hada.
Poslední Mohykán je historicko-dobrodružný román, mnohými považován za nejlepší indiánku všech dob. Příběh se odehrává v několika srpnových dnech roku 1757 za sedmileté války mezi Francouzi a Angličany (1756–1763), jejímž důsledkem byl konec koloniálního panství Francouzů na území dnešních Spojených států amerických a Kanady. Dobu děje lze datovat zcela přesně, protože Cooper popsal skutečnou historickou událost – masakr britské posádky pevnosti William Henry Indiány z kmene Huronů za tichého přihlížení Francouzů, kterým se tato posádka předtím vzdala a byl jí, dle dohod, umožněn volný odchod.

## Obsah románu

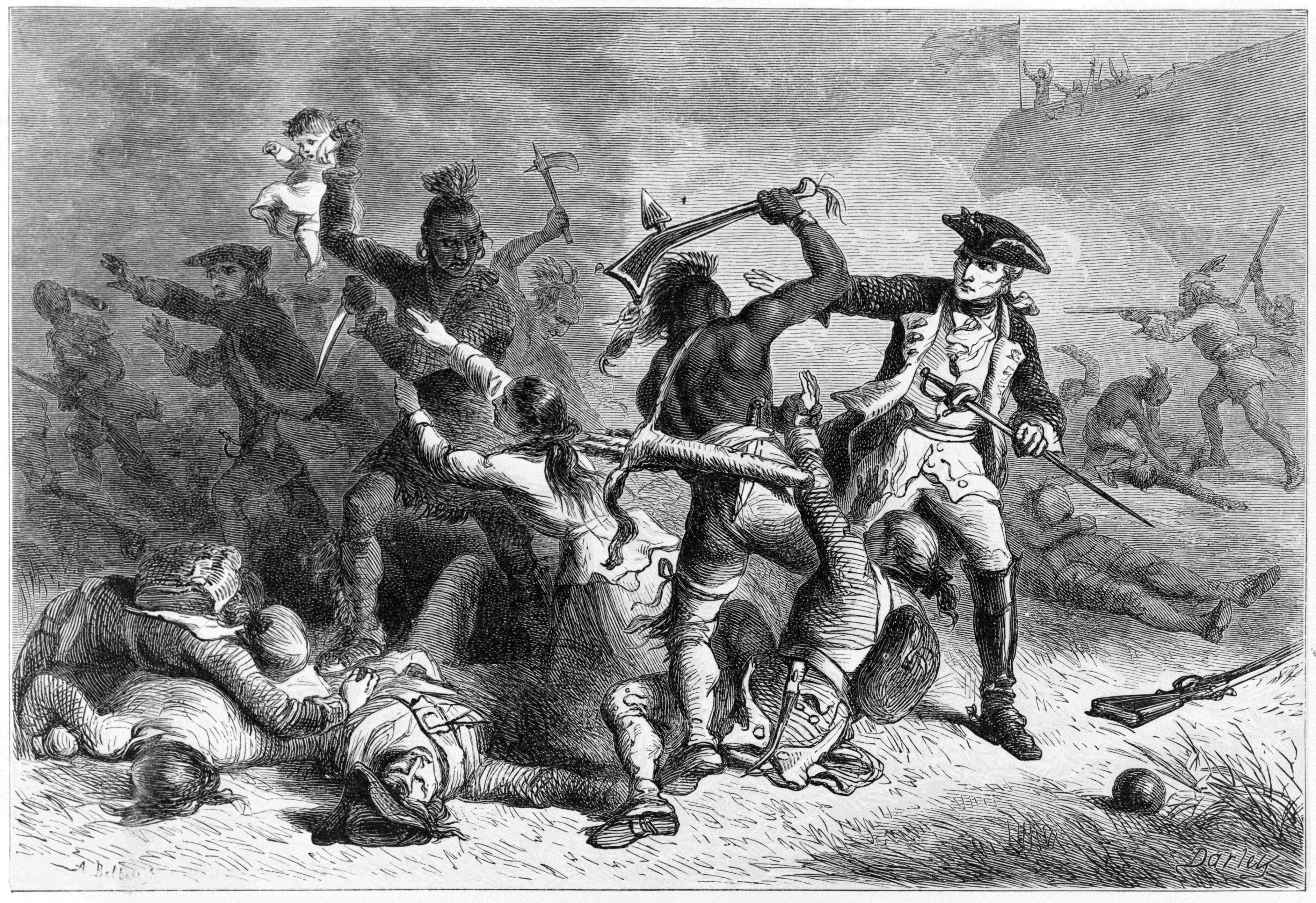
Bitva o pevnost William Henry; Markýz Louis-Joseph de Montcalm se snaží zabránit indiánským spojencům v masakrování britských jednotek

Hlavním hrdinou románu není však Natty Bumppo (zde nazývaný Sokolí oko), ale Unkas, syn náčelníka Čingačgúka. Proti němu a skupině jeho přátel stojí Magua, několikanásobný přeběhlík a zrádce, který se chce pomstít veliteli pevnosti, plukovníkovi Munroovi, za to, že jej kdysi nechal zbičovat a tím zostudit. Magua doufá, že díky pomstě znovu získá svou čest, ženu do svého stanu a bude se moci vrátit ke svému kmeni – k Hurónům, možná i jako náčelník. V nastalém zmatku během masakru se zmocní i Munroových dcer, Alice a Cory. Román končí tragicky, když Cora a Unkas, kteří se milují, zahynou rukou Maguou vedených Hurónů, a sám Magua je postřelen Sokolím okem při útěku a zřítí se ze skály. Čingačgúk, který přišel o syna, je nyní posledním z kmene Mohykánů.

## Adaptace
Je pochopitelné, že takto slavný román byl několikrát více či méně úspěšně zfilmován. Již v éře němého filmu vznikly dva americké filmové přepisy, první z roku 1911 a další z roku 1920. Dále můžeme jmenovat rovněž americký film režiséra Georga B. Seitze z roku 1936. Zatím poslední je filmové zpracování románu amerického režiséra Michaela Manna z roku 1992.

## Česká vydání
První české vydání je datováno rokem 1852 a od té doby vyšlo již dalších 41 vydání.